# دستگاه شمارش

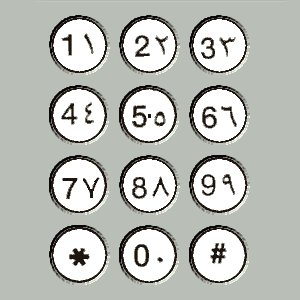
صفحه لمسی یا فشاری دستگاه شمارش

دستگاه شمارش یا دستگاه اعداد یک دستگاه  ریاضی است برای نشان دادن اعداد توسط نمادها به شیوه‌ای سازگار. دستگاه اعداد مشخص می‌کند که رقمی مانند 11 در دستگاه اعداد دودویی، سه تفسیر شود و در دستگاه اعداد ده دهی یازده و در دستگاه‌های دیگر، مقادیر دیگر.

## تاریخچه
پس از آن که شمارش گسترش یافت، نیاز افتاد که نظامی برایش استوار کنند. از آن‌جا که انگشتان دست، ساده‌ترین ابزار شمارش یک‌به‌یک هستند، شگفت‌آور نیست که پایه‌های شمارش ۵ و ۱۰ نخستین پایه‌های استفاده شده باشند. امروز هم گروهی در آمریکای جنوبی چنین می‌شمارند: یک، دو، سه، چهار، دست، دست و یک، دست و دو، ... . با این همه نشانه‌های فراوانی در دست است که عددهای ۲ و ۳ و ۴ و ۶ هم پایه شمارش دسته‌هایی از مردمان بوده‌اند. حتی امروز بومیان کوئینزلند هم این‌گونه می‌شمرند: یک، دو، دو یک، دو دو، خیلی. گروهی از بومیان آفریقا در پایهٔ ۶ می‌شمرند. افراد قبیله‌ای در فی‌جی از پایهٔ ۴ برای شمردن یاری می‌گیرند. قبایل بسیاری در آمریکای جنوبی زندگی می‌کنند که از پایهٔ ۳ برای شمارش بهره می‌برند.